# The Conspiracy
"The Conspiracy" är  en låt av det svenska garagerockbandet The (International) Noise Conspiracy från 1999. Låten utgavs även som bandets debutsingel 1999 på Premonition Records. Låtarna "I Swear If U Do" och "Young Pretenders Army" inkluderades senare på samlingsalbumet The First Conspiracy (1999).

## Låtlista
A
1. "The Conspiracy"
2. "I Swear If U Do"

B
1. "Young Pretenders Army"

### Fotnoter
1. ↑  ”The Conspiracy”. Discogs.com. http://www.discogs.com/International-Noise-Conspiracy-The-Conspiracy/release/2863033. Läst 19 april 2012.